# 澤宣種
澤 宣種（さわ のぶたね）は、幕末の公家、明治期の華族。

## 経歴
参議・澤為量の三男として生まれる。父の養嗣子（娘婿）となっていた澤宣嘉の養子となる（更に宣嘉の嫡男・宣量を養子とした）。よって、姉小路公知は義従兄弟にあたる。妻は松平斉韶の娘・里子（のち離縁して細川行真の後室となる）。廷臣二十二卿列参事件加担者の一人。主水正、大学大丞を歴任。
1873年（明治6年）9月の養父の死後は、実父の為量が再度家督を継承し、1876年（明治9年）9月21日に廃嫡。1889年（明治22年）2月6日に分家した。

## 系譜
- 父：澤為量（1812-1889）
- 母：不詳
- 養父：澤宣嘉（1836-1873）
- 妻：松平里子 - 松平斉韶の娘
- 養子
  - 男子：澤宣量 - 澤宣嘉の長男